# Edgard Varèse
Edgard (eller Edgar) Victor Achille Charles Varèse, född 22 december 1883 i Paris, död 6 november 1965 i New York i New York, var en amerikansk kompositör av fransk härkomst.

## Biografi
Under olika delar av sitt liv använde han båda förnamnsformerna - Edgar och Edgard. Varèse är en framstående representant för modern musik och även pionjär inom elektronisk musik. Hans tidiga verk Amériques innehåller vissa influenser från tidig Stravinskij och Debussy och är också startpunkten för ett eget starkt experimenterande tonspråk. Ionisation som skrevs i Paris 1931 är den första europeiska komposition som bryter med tonhöjdsbaserad musik. Varèses elektroniska kompositioner gav honom epitetet "elektronmusikens fader". Den amerikanska gruppen Chicago dedikerade en låt på Chicago V utgiven 1972 till honom, "A hit by Varese".

## Verk
- Un grand sommeil noir för röst och piano (text av Paul Verlaine) (1906)
- Amériques för orkester (1918–1921; reviderad 1927)
- Offrandes för sopran och kammarorkester (texter av Vicente Huidobro och José Juan Tablada) (1921)
- Hyperprism för träblås och slagverk (1922–1923)
- Octandre för sju blåsare och kontrabas (1923)
- Intégrales för träblås och slagverk (1924–1925)
- Arcana för orkester (1925–1927)
- Ionisation för 13 slagverk (1929–1931)
- Ecuatorial för basröst (eller unison manskör), mässingsinstrument, orgel, slagverk och 2 thereminer (reviderad för 2 ondes martenot) (text ur Popol Vuh i övers. av Francisco Ximénez) (1932–1934)
- Density 21.5 för soloflöjt (1936)
- Tuning Up för orkester (skiss 1946; fullbordad av Chou Wen-Chung, 1998)
- Étude pour Espace för kör, 2 pianon och slagverk (1947)
- Dance for Burgess för kammarensemble (1949)
- Déserts för träblås, slagverk och tonband (1950–1954)
- La procession de Verges för tonband (musik till filmen Around and About Joan Mirò, regisserad av Thomas Bouchard) (1955)
- Poème électronique för tonband (musik för Philipspaviljongen) (1957–1958)
- Nocturnal för sopran, manskör och orkester (texten är en bearbetning av The House of Incest av Anaïs Nin) (1961)

### Ofullbordade verk
- The One-All-Alone (L'Astronome), sceniskt verk (1927-1933?)[2]
- Espace för kör och orkester (1929-ca. 1940)
- Metal för sopran och orkester (1932)
- Dans la nuit för kör, mässingsinstrument, orgel, 2 ondes martenot och slagverk (1955-1961)
- Nocturnal II (Nuit) för sopran, blåsare och slagverk (1961-1965)